# Lijst van civil parishes in Dorset
Onderstaande lijst bevat alle civil parishes in het Engelse ceremoniële graafschap Dorset gesorteerd per district.

## Christchurch
- Hurn
- Burton

## East Dorset
- Alderholt
- Chalbury
- Colehill
- Corfe Mullen
- Cranborne
- Edmondsham
- Ferndown
- Gussage All Saints
- Gussage St. Michael
- Hinton Martell
- Hinton Parva
- Holt
- Horton
- Long Crichel
- Moor Crichel
- Pamphill
- Pentridge
- Shapwick
- Sixpenny Handley
- St. Leonards and St. Ives
- Sturminster Marshall
- Verwood
- West Moors
- West Parley
- Wimborne Minster
- Wimborne St. Giles
- Witchampton
- Woodlands

## North Dorset
- Anderson
- Ashmore
- Blandford Forum
- Blandford St. Mary
- Bourton
- Bryanston
- Buckhorn Weston
- Cann
- Charlton Marshall
- Chettle
- Child Okeford
- Compton Abbas
- Durweston
- East Orchard
- East Stour
- Farnham
- Fifehead Magdalen
- Fifehead Neville
- Fontmell Magna
- Gillingham
- Glanvilles Wootton
- Hammoon
- Hanford
- Hazelbury Bryan
- Hilton
- Hinton St. Mary
- Ibberton
- Iwerne Courtney
- Iwerne Minster
- Iwerne Steepleton
- Kington Magna
- Langton Long Blandford
- Lydlinch
- Manston
- Mappowder
- Margaret Marsh
- Marnhull
- Melbury Abbas
- Milborne St. Andrew
- Milton Abbas
- Motcombe
- Okeford Fitzpaine
- Pimperne
- Pulham
- Shaftesbury
- Shillingstone
- Silton
- Spetisbury
- Stalbridge
- Stoke Wake
- Stour Provost
- Stourpaine
- Stourton Caundle
- Sturminster Newton
- Sutton Waldron
- Tarrant Crawford
- Tarrant Gunville
- Tarrant Hinton
- Tarrant Keyneston
- Tarrant Launceston
- Tarrant Monkton
- Tarrant Rawston
- Tarrant Rushton
- Todber
- Turnworth
- West Orchard
- West Stour
- Whitcombe
- Winterborne Clenston
- Winterborne Houghton
- Winterborne Kingston
- Winterborne Stickland
- Winterborne Whitechurch
- Winterborne Zelston
- Woolland

## Purbeck
- Affpuddle
- Arne
- Bere Regis
- Bloxworth
- Chaldon Herring
- Church Knowle
- Coombe Keynes
- Corfe Castle
- East Holme
- East Lulworth
- East Stoke
- Kimmeridge
- Langton Matravers
- Lytchett Matravers
- Lytchett Minster and Upton
- Morden
- Moreton
- Steeple
- Studland
- Swanage
- Turners Puddle
- Wareham
- Wareham St. Martin
- Wareham Town
- West Lulworth
- Winfrith Newburgh
- Wool
- Worth Matravers

## West Dorset
- Abbotsbury
- Allington
- Alton Pancras
- Askerswell
- Athelhampton
- Batcombe
- Beaminster
- Beer Hackett
- Bettiscombe
- Bincombe
- Bishop's Caundle
- Bothenhampton
- Bradford Abbas
- Bradford Peverell
- Bradpole
- Bridport
- Broadmayne
- Broadwindsor
- Buckland Newton
- Burleston
- Burstock
- Burton Bradstock
- Castleton
- Cattistock
- Caundle Marsh
- Cerne Abbas
- Charminster
- Charmouth
- Chedington
- Cheselbourne
- Chetnole
- Chickerell
- Chideock
- Chilfrome
- Clifton Maybank
- Compton Valence
- Corscombe
- Crossways
- Dewlish
- Dorchester
- East Chelborough
- Evershot
- Fleet
- Folke
- Frampton
- Frome St. Quintin
- Frome Vauchurch
- Goathill
- Godmanstone
- Halstock
- Hermitage
- Hilfield
- Holnest
- Holwell
- Hooke
- Kingston Russell
- Langton Herring
- Leigh
- Leweston
- Lillington
- Littlebredy
- Litton Cheney
- Loders
- Long Bredy
- Longburton
- Lyme Regis
- Maiden Newton
- Marshwood
- Melbury Bubb
- Melbury Osmond
- Melcombe Horsey
- Minterne Magna
- Mosterton
- Nether Cerne
- Nether Compton
- Netherbury
- North Poorton
- Oborne
- Osmington
- Over Compton
- Owermoigne
- Piddlehinton
- Piddletrenthide
- Pilsdon
- Portesham
- Powerstock
- Poyntington
- Puddletown
- Puncknowle
- Purse Caundle
- Rampisham
- Ryme Intrinseca
- Sandford Orcas
- Seaborough
- Sherborne
- Shipton Gorge
- South Perrott
- Stanton St. Gabriel
- Stinsford
- Stockwood
- Stoke Abbott
- Stratton
- Swyre
- Sydling St. Nicholas
- Symondsbury
- Thorncombe
- Thornford
- Tincleton
- Toller Fratrum
- Toller Porcorum
- Tolpuddle
- Trent
- Warmwell
- West Chelborough
- West Compton
- West Knighton
- West Stafford
- Whitechurch Canonicorum
- Winterborne Came
- Winterborne Herringston
- Winterborne Monkton
- Winterborne St. Martin
- Winterbourne Abbas
- Winterbourne Steepleton
- Woodsford
- Wootton Fitzpaine
- Wynford Eagle
- Up Cerne
- Yetminster

## Weymouth and Portland
- Portland